# Jörg Lau

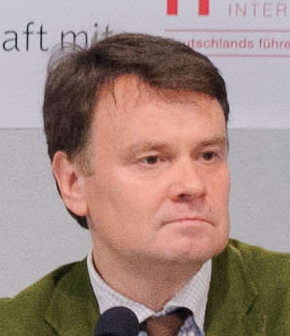
Jörg Lau, 2012

Jörg Lau (* 1964 in Aachen) ist ein deutscher Journalist und Autor.

## Leben und Werk
Mit seinem fünf Jahre jüngeren Bruder wuchs Lau als Sohn eines aus Westpreußen vertriebenen Bäckers in Vicht in der Nordeifel auf. Sein Vater war protestantisch, seine Mutter katholisch. Nach seinem Abitur auf dem Goethe-Gymnasium Stolberg und seinem Zivildienst studierte er Germanistik und Philosophie an der Ruhr-Universität Bochum. Während des Studiums schrieb er erste journalistische Artikel für taz, Frankfurter Allgemeine Zeitung und die Zeitschrift Merkur.
Von 1993 bis 1996 war er Redakteur für Literatur und Kultur bei der tageszeitung. Seit 1997 arbeitet er für die Wochenzeitung Die Zeit, seit 2007 als Redakteur für Außenpolitik im Hauptstadtbüro der Zeit in Berlin. Seine Themenschwerpunkte sind Migration, Integration, Islam in Europa, Islamismus und Religion. Er schreibt außerdem Essays und auf Zeit Online ein Blog über Politik und Religion. Im Jahr 2001 erschien seine Biographie über den Schriftsteller Hans Magnus Enzensberger. Lau war 2000 Fellow des German Marshall Fund in Washington und im Herbstsemester 2008 visiting scholar am Center for European Studies der Harvard-Universität.
Er ist mit Mariam Lau verheiratet, ebenfalls ehemalige taz-Journalistin und heute auch für die Zeit tätig. Beide gehörten zum Kreis um die Berliner Intellektuellen Katharina und Michael Rutschky. Das Paar hat drei Töchter.

## Auszeichnungen
Im Jahr 1992 erhielt Lau den Ernst-Robert-Curtius-Preis für Essayistik. 2007 wurde er mit einem Anerkennungspreis im Rahmen des Medienpreises der Evangelisch-Lutherischen Kirche in Bayern für seinen Essay Wie unsere Kinder uns erziehen ausgezeichnet.

## Veröffentlichungen
- Hans Magnus Enzensberger. Ein öffentliches Leben. Suhrkamp, Frankfurt 2001, ISBN 3-518-39679-X.
- Bekenntnisse eines schwer erziehbaren Vaters. Wie unsere Kinder uns erziehen. Kreuz, Freiburg 2009, ISBN 978-3-7831-3409-4.
- Michael Rutschky: Gegen Ende. Tagebuchaufzeichnungen 1996–2009. Zusammengestellt von Michael Rutschky und Kurt Scheel. Mit einem Nachwort von Jörg Lau. Berenberg, Berlin 2019, ISBN 978-3-946334-49-1.
- Worte, die die Welt beherrschen. Was die Phrasen der Außenpolitik wirklich bedeuten. Droemer-Knaur, München 2025, ISBN 978-3-426-56242-0[7]